# Издирва се...
„Издирва се...“ е български телевизионен игрален филм (криминален) от 1984 година на режисьора Владислав Икономов, по сценарий на Николай Никифоров. Оператор е Крум Крумов. Музиката във филма е композирана от Кирил Цибулка.

## Любопитно
- Филмът е 3-тият от поредицата „Издирва се“[1].
- Работно заглавие на поредицата е „Досиетата“.
- Посвещава се на 40-годишнината от създаването на Народната милиция[2].

## Актьорски състав
| В главните роли                           | Изпълнител                                         |
| ----------------------------------------- | -------------------------------------------------- |
| Асен Бойчинов                             | Любен Чаталов                                      |
| Нестор Горанов                            | Павел Поппандов                                    |
| Георги Николов Костов – Луната            | Антон Радичев                                      |
| любовницата на Луната                     | Доротея Тончева                                    |
| Ценка, съпругата на Луната                | Пепа Николова                                      |
| г-жа Минка Бозова                         | Златина Дончева                                    |
|                                           | Васил Бъчваров                                     |
| бай Васил Вършачкаджията                  | Никола Тодев                                       |
| бай Герчо                                 | Вълчо Камарашев                                    |
| Дончо Георгиев, по-големият брат на Панчо | Добромир Манев                                     |
| Панчо Георгиев                            | Михаил Ботевски                                    |
| д-р Викенти Бозов                         | Иван Йорданов                                      |
|                                           | Емилия Драгостинова                                |
|                                           | Вера Драгостинова                                  |
|                                           | Златина Дукова                                     |
| Милкана                                   | Цветана Манева                                     |
|                                           | Кирил Попхристов                                   |
| председателя на селския съвет             | Иван Джамбазов                                     |
| измамен приятел на бай Васил              | Иван Обретенов (не е посочен в надписите на филма) |

и др.